# Куксі
Куксу або Куксі — корейський холодний суп з локшиною, популярний серед корейців в Узбекистані. Його подають холодним і часто гострим з яловичиною.

## Популярність
Зустрічається в азійських ресторанах влітку, оскільки подається холодною.
Страва є популярним пунктом меню в узбецько-корейському ресторані Cafe Lily, розташованому в Брукліні, Нью-Йорк.

## Приготування
Куксі складається з локшини і декількох заправок, які місцеві корейці називають «чумі»: огірки, капуста, помідори, м'ясо. І є рідина, яка називається «кукса мурі». Локшину відварюють в киплячій підсоленій воді 5-7 хвилин, промивають в холодній воді. Цибулю кладуть сирою і також обсмажують з перцем на олії. Потім в цій обсмаженій цибулі змішують огірки, помідори, капусту, обсмажене м'ясо, що нарізано тонкою соломкою поперек волокон та нарізаний омлет. Подають у глибокій тарілці.